# Calocedrus
Il Calocedrus Kurz 1873 (sin. Heyderia, K. Koch; Libocedrus Bentham et Hooker) è un genere appartenente alla famiglia delle Cupressaceae originario dell'America settentrionale occidentale e dell'Estremo oriente meridionale. Gli alberi appartenenti a questo genere sono spesso indicati come "alberi dell'incenso" e la distinzione tra le specie è ottenuta attraverso l'indicazione della zona di provenienza.
Il nome del genere è stato coniato combinando le parole greche kalós, bello, e kédros, cedro.

## Distribuzione
Il Calocedrus decurrens è nativo delle regioni occidentali dell'America settentrionale, dove è un elemento comune nella foresta mista di conifere della Sierra Nevada ed è presente in California ed Oregon, con limitate enclave in Nevada e Messico.
Il Calocedrus macrolepis è nativo delle regioni sud-occicentali della Cina, dalla provincia di Guangdong sul Mar Cinese Meridionale a quella di Yunnan ad ovest. Più a sud è presente nelle regioni settentrionali di Laos, Vietnam, Birmania e Thailandia. È piuttosto raro come specie selvatica, così come il Calocedrus formosana, specie endemica dell'isola di Taiwan (Formosa), da alcuni considerata una varietà della precedente.
Nel 2004 è stata inoltre identificata una nuova specie appartenente a questo genere, il Calocedrus rupestris, anch'esso presente nel Vietnam settentrionale. Il suo areale, tuttavia, non è stato completamente identificato.
Tale distribuzione è comune ad altre specie di conifere del Cenozoico sopravvissute fino ai nostri giorni: fra queste Chamaecyparis, Thuja ed il gruppo Metasequoia-Sequoia-Sequoiadendron. Inoltre, tali gruppi presentano caratteristiche spiegabili come conseguenze della deriva genetica successiva alla separazione del supercontinente Laurasia, verificatasi nel Fanerozoico, ed a sporadici contatti avvenuti attraverso lo stretto di Bering tra le popolazioni sviluppatesi sulle due coste opposte del Pacifico.

## Usi
Il legno è tenero, come quello di altre Cupressaceae, e si presta alla lavorazione da parte dell'uomo. È uno dei principali materiali utilizzati per la realizzazione di matite negli Stati Uniti, perché facile da temperare.
A causa del gradevole odore del legno, in passato le due principali specie asiatiche furono utilizzate in Cina per la costruzione di bare. È probabile che lo sfruttamento associato a tale pratica sia responsabile della loro attuale rarità.
Sono inoltre utilizzati a scopo ornamentale.

## Specie
- Calocedrus decurrens (Torrey) Florin 1956
- Calocedrus formosana Florin 1956
- Calocedrus macrolepis Kurz. 1873
- Calocedrus rupestris Aver., H.T. Nguyen et L.K. Phan 2004[5]

### Sinonimi
- Libocedrus decurrens Torr.
- Libocedrus macrolepis sensu Hayata 1908
- Libocedrus formosana Florin 1930
- Libocedrus macrolepis Benth. var. formosana (Florin) Kudo 1931
- Heyderia formosana (Florin) Li 1953
- Libocedrus macrolepis (Kurz.) Benth